# Ray (film)
Ray är en amerikansk biografisk dramafilm från 2004 i regi av Taylor Hackford, som även skrivit filmens manus tillsammans med James L. White. Jamie Foxx spelar titelrollen, som musikern Ray Charles.
Jamie Foxx belönades med en Oscar i kategorin Bästa manliga huvudroll. Ljudteknikern Scott Millan fick också en Oscar i kategorin Bästa ljud.

## Handling
Filmen skildrar musikern Ray Charles liv. Han föddes i en fattig stad i Georgia och blev blind vid sju års ålder, efter att ha sett sin yngre bror dö. Inspirerad av sin intensivt oberoende mor bestämde han sig för att finna sin egen väg i livet. Sitt kall hittade han bakom tangenterna på ett piano.

## Rollista (i urval)
- Jamie Foxx - Ray Charles
- Kerry Washington - Della Bea Robinson
- Regina King - Margie Hendricks
- Clifton Powell - Jeff Brown
- Harry J. Lennix - Joe Adams
- Bokeem Woodbine - Fathead Newman
- Aunjanue Ellis - Mary Ann Fisher
- Sharon Warren - Aretha Robinson
- C.J. Sanders - ung Ray Robinson
- Curtis Armstrong - Ahmet Ertegün
- Richard Schiff - Jerry Wexler
- David Krumholtz - Milt Shaw
- Warwick Davis - Oberon
- Wendell Pierce - Wilbur Brassfield
- Chris Thomas King - Lowell Fulson
- Robert Wisdom - Jack Lauderdale